# Сынтас (Туркестанская область)
Сынтас (каз. Сынтас) — аул в Казыгуртском районе Туркестанской области Казахстана. Входит в состав Карабауского сельского округа. Код КАТО — 514045200.

## Население
В 1999 году население аула составляло 2078 человек (1027 мужчин и 1051 женщина). По данным переписи 2009 года, в ауле проживали 2324 человека (1162 мужчины и 1162 женщины).